# Jean-Noël Rey

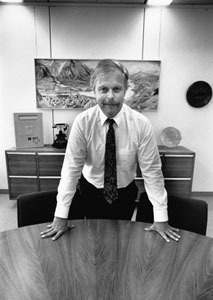
Jean-Noël Rey nel 1990

Jean-Noël Rey (Sierre, 23 dicembre 1949 – Ouagadougou, 16 gennaio 2016) è stato un politico svizzero.

## Biografia
Muore il 16 gennaio 2016 ucciso negli attacchi terroristici nel Burkina Faso.